# ستان هاغن
ستان هاغن هو سياسي كندي، ولد في 11 مايو 1940 في نيو ويستمينيستر في كندا، وتوفي في 20 يناير 2009 في فيكتوريا في كندا بسبب نوبة قلبية. حزبياً، نشط في British Columbia Social Credit Party ‏.